# Schendylops virgingordae
Schendylops virgingordae är en mångfotingart som först beskrevs av Crabill 1960.  Schendylops virgingordae ingår i släktet Schendylops och familjen småjordkrypare.
Artens utbredningsområde är Venezuela. Inga underarter finns listade i Catalogue of Life.